# 塞塔诺波利斯
塞塔诺波利斯是巴西巴拉那州的一个市镇。总面积505.528平方公里，总人口16027人，人口密度31.7人/平方公里。